# Marsac (Tarn i Garonna)
Marsac – miejscowość i gmina we Francji, w regionie Oksytania, w departamencie Tarn i Garonna.
Według danych na rok 1990 gminę zamieszkiwało 219 osób, a gęstość zaludnienia wynosiła 15 osób/km² (wśród 3020 gmin regionu Midi-Pireneje Marsac plasuje się na 844. miejscu pod względem liczby ludności, natomiast pod względem powierzchni na miejscu 790.).